# Adage
Pour les articles homonymes, voir Adage (homonymie).
Un adage est une énonciation courte facilement mémorisable rendue crédible par son utilisation ancienne et qui relate un certain fait important tiré d'une expérience considérée vraie par la majorité.
Les adages peuvent être des observations intéressantes, des directives pratiques ou morales appelées aussi préceptes, ou des commentaires pessimistes sur la vie. Quelques adages sont des produits de la sagesse folklorique qui essayent de récapituler une certaine vérité de base ; ceux-ci sont généralement connus comme proverbes. Un adage qui décrit une règle générale de conduite peut être connu comme « maxime ». Une expression vigoureuse qui n'a pas nécessairement gagné le degré de notoriété par la longue utilisation mais qui est distinguée par une profondeur particulière ou le bon modèle est connue comme aphorisme, alors qu'un adage distingué par l'esprit ou l'ironie est connu comme épigramme. Par l'abus, un adage peut devenir un cliché ou un truisme.

## Différents trésors

### Trésor latin
Un grand nombre d'adages sont en latin. Cela ne veut cependant pas dire qu'ils proviennent tous du droit romain : certains d'entre eux ont en effet été créés au Moyen Âge.
Comme l'a écrit Gérard Cornu dans son manuel de Linguistique juridique, c'est la compilation de Justinien qui forme « le noyau et le joyau » de cet ensemble. Justinien fut en effet à l'origine de la rédaction d'un grand Corpus iuris civilis, composé d'un Codex, un Digeste, des Institutes et des Novelles, qui furent tous commentés, glosés, enseignés, détournés. Et c'est précisément à la fin du Digeste, au titre XVII De diversis regulis juris antiqui, que sont listées quelque 211 maximes, puisées dans d'anciens écrits de Paul, Ulpien, et bien d'autres jurisconsultes.

### Trésor français
Beaucoup d'adages que l'on connaît en français proviennent d'une traduction latine (par exemple : subis la loi que tu as créée pour patere legem quam fecisti). Mais la majeure partie est constituée de produits du terroir, issus du droit coutumier. À partir du même siècle, des jurisconsultes se lancent dans la rédaction de compilations : le plus célèbre d'entre eux est Antoine Loysel, qui rédigea des Institutes Coutumières valables à l'échelle nationale, renfermant des perles encore utilisées aujourd'hui. C'est là qu'on trouve « Qui veult le Roy, si veult la Loy », ou encore des plus crus : « En mariage, trompe qui peut », « Boire, manger, coucher ensemble, c'est mariage ce me semble ». Ces maximes étaient très empreintes d'un caractère populaire, trop populaire aux yeux de la doctrine qui en renâclait une grande partie. Mais leur autorité fut peu à peu imposée par divers agents, tels que les Fables de La Fontaine. Gérard Cornu constatait qu'à la différence du fonds latin, ils sont « plus riants, moins austères, plus verts et parfois crus ». On cherche à les faire courts (Qui bâtit borne), et on insiste sur la poésie, les rimes, les allitérations ou assonances (Mal à qui a, pis à qui n'a ; Ou la bataille ou la taille).

## Les clefs de la forme de l'adage
Cette analyse a été effectuée à l'origine par G. Cornu, dans le manuel déjà mentionné de Linguistique Juridique.

### La concision
La concision, c'est la brièveté, indispensable à l'adage afin qu'il soit facilement reconnu. Cela permet aussi à la phrase d'être plus percutante, et à dire beaucoup en peu de mots. Les exemples sont nombreux : Aliéné n'aliène, Coutume passe droit, Qui répond paie, ou encore Qui bâtit borne.
La concision peut aussi bien passer par la syntaxe (on fait l'ellipse d'un verbe ou d'un article), le style littéraire et le choix du vocabulaire (par le choix de mots qui, à eux seuls, sont chargés de significations).

### L'art
L'adage passe aussi par la poésie. Plusieurs procédés s'y retrouvent :
- Les rimes. Un bel adage peut se présenter en deux parties, séparées par une virgule, mais possédant la même finale. Exemple : qui vend le pot, dit le mot, juge unique, juge inique. ou Quand le bâtiment va, tout va !.
- Les allitérations et assonances. Exemple : assez fait qui fait faire.
- Le rythme. Souvent binaire, l'adage présente alors généralement un balancement qui s'appuie sur la répétition d'un même mot. Exemple : dura lex, sed lex (la loi est dure, mais c'est la loi).

Ces clefs ne sont bien sûr pas exhaustives, et nombre d'adages reposent sur d'autres procédés, comme le jeu de mots (aliéné n'aliène).